# Павлівка (Козельщинська селищна громада)
Павлі́вка —  село в Україні, у Козельщинській селищній громаді Кременчуцького району Полтавської області. Населення становить 127 осіб. До 2017 орган місцевого самоврядування — Козельщинська селищна рада.

## Географія
Село Павлівка знаходиться на відстані 0,5 км від села Омельниче. Селом протікає пересихаючий струмок з загатою.

## Історія
12 червня 2020 року, відповідно до розпорядження Кабінету Міністрів України № 721-р «Про визначення адміністративних центрів та затвердження територій територіальних громад Полтавської області», село увійшло до складу Козельщинської селищної громади.
19 липня 2020 року, в результаті адміністративно - територіальної реформи та ліквідації Козельщинського району, село увійшло до складу новоутвореного Кременчуцького району.